# Flaga województwa pomorskiego

Wzór flagi woj. pomorskiego stosowany w latach 2008–2010

Flaga województwa pomorskiego – symbol województwa pomorskiego. Flaga przedstawia czarnego gryfa pomorsko-wendyjskiego z podniesionymi skrzydłami na złotym polu flagowym. Głowa gryfa z wysuniętym językiem koloru czerwonego jest skierowana na prawo.
Flaga została ustanowiona przez sejmik 25 marca 2002 roku.
W 2008 roku Zarząd Województwa Pomorskiego w celu promocji województwa pomorskiego i tym samym zakupu lub produkcji haseł reklamowych, logotypów i gadżetów związanych z regionem i stanowiących jego identyfikację wprowadził system identyfikacji wizualnej zawierający zmodyfikowany wzór flagi. Zarząd województwa bez zgody sejmiku województwa zatwierdził zmienione ustawienie gryfa oraz odcień flagi. Flaga ta była używana do 2010 roku.
Flaga odwołuje się do XVI-wiecznego fresku z podobizną gryfa, znajdującego się w prezbiterium katedry w dzielnicy Gdańska Oliwie.
Gryf z pola flagowego jest również elementem herbu Kaszub.